# 愛麗世界
愛麗世界（日語：アグネスワールド），是美國出生的日本純種競賽馬匹。生涯活躍於短途賽事，尤其擅長純直路的比賽，曾勝出一級賽隆尚教堂大賽及七月盃，為首匹勝出英國分級賽及首匹於海外兩個國家勝出一級賽的日本訓練馬。

## 出賽前
1995年4月28日出生於美國肯塔基州勒星頓Calumet牧場，成長途中被馬主渡邊孝男購入，而吉田照哉則以共同馬主身份擁有部分所有權。
其後交由栗東訓練中心練馬師森秀行訓練。

## 競賽生涯

### 3歲（現2歲）
1997年6月7日出戰函館競馬場3歲新馬戰，比賽途中保持於第四左右的位置下於過彎時衝出，於直路繼續爆發速度下成功拋離後方賽駒，最終以5馬位巨大優勢取得首勝。
7月27日繼續於函館競馬場出戰函館三歲錦標，繼續採用先行戰術下於直路完全進入加速狀態，轟出全場最佳末腳下以破函館競馬場1200米賽道三歲記錄的1分9.8秒時間率先衝線，獲得首個分級賽冠軍。
然而完成以上賽事後，其被發現骨折而需要進入休養，亦因如此在復出首戰朝日盃三歲錦標狀態受到影響，最終以第四吞下生涯首敗。
12月29日其前往地方以泥地賽事全日本三歲優駿作為目標，比賽途中成功發揮自身的實力堅守位置，最終拉開對手2 1/2馬位獲得冠軍。

### 4歲（現3歲）
1998年首戰為新山紀念，比賽途中選擇先行下大部份時間均能保持速度處於前方，但最終仍然於直路被後方的Dantsu Sirius超越以第二落敗。
賽後其被發現骨折復發，因而進入長達1年的休養期。

### 5歲（現4歲）
1999年1月於石榴石錦標中復出，但未能和對手抗衡之下以第六落敗。
其後選擇以短途戰線爲目標，出戰淀短距離錦標及絲路錦標均獲得亞軍，5月於高松宮紀念亦能跑獲入板的第五。
6月13日增程出戰安田紀念，然而選擇領放下未能於直路保持速度，最終不斷失速被其他對手超越下以第八大敗。
緊接於7月出戰公開賽北九洲短距離錦標，繼續採用領放戰術下一直保持於先頭位置之餘，進入直路還有餘力繼續加速，最終不斷拉開後方對手下以4馬位優勢及破日本草地1200米記錄的1分6.5秒完賽時間奪得冠軍。
稍作休養後於8月出戰小倉日經公開賽，繼續保持絕佳的狀態成功戰勝所有對手達成連勝。
其後陣營選擇安排其遠征法國，以1000米直路賽事隆尚教堂大賽作為目標，賽前先於英國新市場馬場和廄侶堂山無敵及採珠一同接受訓練熟悉歐洲的草場。
10月3日按照計劃出戰隆尚教堂大賽，賽前獲得第四人氣。比賽開始後，順利出閘的愛麗世界保持於第二的位置，於比賽途中一直位於領放馬Sainte Marine身後。比賽進入中後段時，騎師武豐指揮其開始加速，瞬間超越前方的Sainte Marine下繼續衝刺，最終成功抵擋後方追擊皇室美人，以短頭位的優勢險勝對手取得首個一級賽冠軍。
回國後其以CBC賞作為調整戰，保持領放姿態下成功一放到底，以1/2馬位戰勝真僥倖取得第四個分級賽冠軍。
其後以下半年短途馬的重點賽事短途馬錦標作為目標，雖然於直路上跑出不俗的速度並於大部份時間壓制對手，可惜於最後關頭仍然被姿態更凌厲的黑鷹超越，以頸位差距落敗。

### 6歲（現5歲）
2000年首戰為高松宮紀念，比賽途中選擇先行戰術下於過彎時取得領先，但最終不敵後方來襲的帝皇光輝及神聖之光以第三完賽。
其後陣營再度安排其遠征，本次目標為英國的皇席錦標，但賽前不被看好僅獲得第八人氣。比賽開始後，其採取一貫的做法保持於前方位置，於比賽途中維持穩定的速度下最終僅被核子世界擊敗，以爆冷的姿態奪得亞軍。
完成皇席錦標後其繼續停留於英國並出戰七月盃，比賽途中繼續保持優秀的姿態並於中後段成功衝出取得領先，最終以鼻位優勢戰勝Lincoln Dancer及Pipalong取得第二個一級賽冠軍，成為首匹勝出英國分級賽及首匹於海外兩個國家勝出一級賽的日本訓練馬
回國後其直接出戰短途馬錦標，雖然於比賽途中一直保持於第五的位置並於直路成功加速，但最終仍然未能追上於前方領放第十六人氣伏兵大德大和，被對手拉開1 1/4落敗得第二。
其後第三度進行遠征之旅，出戰美國的育馬者盃短途大賽，可惜未能維持穩定表現下以第八大敗。
完成上述賽事返回日本後，陣營決定安排其退役，並於12月6日取消日本中央競馬會的賽駒註冊。

### 詳細賽績
| 日期       | 舉辦國家 | 馬場     | 距離   | 級別    | 賽事名稱         | 負重 | 騎師     | 馬號 | 出馬 | 名次 | 時間    | 頭馬（二馬）         |
| ---------- | -------- | -------- | ------ | ------- | ---------------- | ---- | -------- | ---- | ---- | ---- | ------- | -------------------- |
| 7/6/1997   | 日本     | 函館     | 草1200 |         | 3歲新馬          | 53   | 武豐     | 7    | 7    | 1    | 1:11.0  | （Meiner Classic）   |
| 27/7/1997  | 日本     | 函館     | 草1200 | GIII    | 函館三歲錦標     | 53   | 武豐     | 7    | 10   | 1    | 1:09.8  | （Saratoga Beauty）  |
| 7/12/1997  | 日本     | 中山     | 草1600 | GI      | 朝日盃三歲錦標   | 54   | 武豐     | 2    | 15   | 4    | 1:34.7  | 草上飛               |
| 29/12/1997 | 日本     | 川崎     | 泥1600 | 地方GII | 全日本三歲優駿   | 54   | 武豐     | 6    | 11   | 1    | 1:41.7  | （Intelli Power）    |
| 18/1/1998  | 日本     | 京都     | 草1600 | GIII    | 新山紀念         | 57   | 武豐     | 5    | 15   | 2    | 1:37.7  | Dantsu Sirius        |
| 10/1/1999  | 日本     | 中山     | 泥1200 | GIII    | 石榴石錦標       | 55   | 横山典弘 | 4    | 16   | 6    | 1:11.1  | 華盛頓色             |
| 21/2/1999  | 日本     | 京都     | 草1200 | OP      | 淀短距離錦標     | 56   | 武豐     | 15   | 16   | 2    | 1:09.3  | Tokio Perfect        |
| 25/4/1999  | 日本     | 京都     | 草1200 | GIII    | 絲路錦標         | 56   | 横山典弘 | 2    | 14   | 2    | 1:09.0  | 礦之戀               |
| 23/4/1999  | 日本     | 中京     | 草1200 | GI      | 高松宮紀念       | 57   | 横山典弘 | 14   | 16   | 5    | 1:08.4  | 真僥倖               |
| 13/6/1999  | 日本     | 東京     | 草1600 | GI      | 安田紀念         | 58   | 武幸四郎 | 3    | 14   | 8    | 1:34.6  | 空中聖戰             |
| 17/7/1999  | 日本     | 小倉     | 草1200 | OP      | 北九州短距離錦標 | 57   | 武豐     | 10   | 12   | 1    | 1:06.5  | （Daitaku Kamikaze） |
| 29/8/1999  | 日本     | 小倉     | 草1200 | OP      | 小倉日經公開賽   | 58   | 小牧太   | 4    | 11   | 1    | 1:07.8  | （Meisho Ayame）     |
| 3/10/1999  | 法國     | 隆尚     | 草1000 | GI      | 隆尚教堂大賽     | 62   | 武豐     | 1    | 14   | 1    | 1:01.4  | （皇室美人）         |
| 27/11/1999 | 日本     | 小倉     | 草1200 | GII     | CBC賞            | 59   | 武豐     | 10   | 17   | 1    | 1:07.5  | （真僥倖）           |
| 19/12/1999 | 日本     | 中山     | 草1200 | GI      | 短途馬錦標       | 57   | 武豐     | 5    | 16   | 2    | 1:08.2  | 黑鷹                 |
| 26/3/2000  | 日本     | 中京     | 草1200 | GI      | 高松宮紀念       | 57   | 武豐     | 5    | 17   | 3    | 1:08.7  | 帝皇光輝             |
| 20/6/2000  | 英國     | 雅士谷   | 草1000 | GII     | 皇席錦標         | 59.5 | 武豐     | 2    | 23   | 2    | 1:13.18 | 核子世界             |
| 13/7/2000  | 英國     | 新市場   | 草1200 | GI      | 七月盃           | 59.5 | 武豐     | 1    | 10   | 1    | 1:13.1  | （Lincoln Dancer）   |
| 1/10/2000  | 日本     | 中山     | 草1200 | GI      | 短途馬錦標       | 57   | 武豐     | 9    | 16   | 2    | 1:08.8  | 大德大和             |
| 4/11/2000  | 美國     | 邱吉爾園 | 泥1200 | GI      | 育馬者盃短途大賽 | 57   | 武豐     | 11   | 14   | 8    | 1:08.7  | 夏威夷金             |

## 退役後
退役後，愛麗世界成為了配種馬，於北海道早來町（今安平町）社台Stallion Station休養，在2001年進行配種，日本配種季結束後亦會前往澳洲穿梭配種，首批子嗣於2002年出生。首批子嗣可於2004年出賽。2005年6月12日，Kazusa Line在獵鷹錦標取勝，成為首匹勝出分級賽的子嗣。2006年10月14日，Wonderful World在考菲爾德堅尼取勝，成為首匹勝出一級賽的愛麗世界子嗣。
2009年，由於其近年出現受胎率低的問題，因而由配種馬退役，前往北海道池田町新田牧場進行養老生活，但其後返回再度社台Stallion Station以此地作為養老地。
2012年8月20日，由於其背部疼痛問題一直未解決兼有惡化跡象，最終被施以安樂死，享年17歲。

### 主要子嗣

#### 一級賽優勝子嗣
粗體字為一級賽
2003年生
- Wonderful Word（ 考菲爾德堅尼預賽、 考菲爾德堅尼）

#### 分級賽優勝子嗣
2002年生
- Agens Jedi（夏日冠軍錦標、東京盃、埼玉盃、兩次北海道短途盃、星團盃）
- Kazusa Line（獵鷹錦標）

## 血統簡介
父系單色爲美國賽駒，生涯三場全勝後因傷退役，退役後成爲著名種馬，現以確立爲一支獨立的系統。祖父北地舞人亦爲加拿大賽駒，爲美國三冠賽雙冠馬，退役後亦爲著名種馬，被譽爲當時改變世界的種馬之一。
母系Mysteries爲美國生產的英國賽駒，雖然出賽四場未獲一勝，但曾於三級賽慕絲多拉錦標跑獲季軍。外祖父西雅圖迴旋爲美國賽駒，生涯戰績極佳，爲美國三冠馬，退役後之配種成績亦非常出色，爲世界著名種馬之一。

### 血統表
| 父線：丹山系（單色系）            |                             |                 |                |
| 種馬 單色 1977年（棗色）          | 北地舞人 1961年（棗色）     | 新北區          | Nearco         |
| 種馬 單色 1977年（棗色）          | 北地舞人 1961年（棗色）     | 新北區          | Lady Angela    |
| 種馬 單色 1977年（棗色）          | 北地舞人 1961年（棗色）     | Naltalma        | 天才舞者       |
| 種馬 單色 1977年（棗色）          | 北地舞人 1961年（棗色）     | Naltalma        | Almahmoud      |
| 種馬 單色 1977年（棗色）          | Pas de Nom 1968年（深棗色） | Admirals Voyage | Crafty Admiral |
| 種馬 單色 1977年（棗色）          | Pas de Nom 1968年（深棗色） | Admirals Voyage | Olympia        |
| 種馬 單色 1977年（棗色）          | Pas de Nom 1968年（深棗色） | Petitioner      | Petition       |
| 種馬 單色 1977年（棗色）          | Pas de Nom 1968年（深棗色） | Petitioner      | Steady Aim     |
| 繁殖雌馬 Mysteries 1986年（棗色） | 西雅圖迴旋 1974年（深棗色） | Bold Reasoning  | Boldnesian     |
| 繁殖雌馬 Mysteries 1986年（棗色） | 西雅圖迴旋 1974年（深棗色） | Bold Reasoning  | Reason to Earn |
| 繁殖雌馬 Mysteries 1986年（棗色） | 西雅圖迴旋 1974年（深棗色） | My Charmer      | Poker          |
| 繁殖雌馬 Mysteries 1986年（棗色） | 西雅圖迴旋 1974年（深棗色） | My Charmer      | Fair Charmer   |
| 繁殖雌馬 Mysteries 1986年（棗色） | Phydilla 1978年（棗色）     | 利法爾          | 北地舞人       |
| 繁殖雌馬 Mysteries 1986年（棗色） | Phydilla 1978年（棗色）     | 利法爾          | Goofed         |
| 繁殖雌馬 Mysteries 1986年（棗色） | Phydilla 1978年（棗色）     | Godzilla        | Gyr            |
| 繁殖雌馬 Mysteries 1986年（棗色） | Phydilla 1978年（棗色）     | Godzilla        | Gently         |
| 雌系：號族：6-b                   |                             |                 |                |
| 五代內近親交配：北地舞人 2×4      |                             |                 |                |

## 命名由來
名字中，Agnes（アグネス）是馬主渡邊孝男的冠名，出自其千金喜愛的著名華人歌星陳美齡的英文名字，香港取音譯，將其翻譯为「愛麗」，World（ワールド）即是「世界」。

## 外部連結
- 愛麗世界 netkeiba.com
- 血統表 （页面存档备份，存于）